# Marc Marshall
Marc Marshall (ur. 24 grudnia 1985) – piłkarz grenadyjski grający na pozycji obrońcy. Od 2004 roku jest zawodnikiem klubu GBSS Demerara Mutual.

## Kariera klubowa
Karierę piłkarską Marshall rozpoczął w klubie GBSS Demerara Mutual. W 2004 roku zadebiutował w jego barwach w pierwszej lidze grenadyjskiej i od czasu debiutu jest jego podstawowym zawodnikiem.

## Kariera reprezentacyjna
W reprezentacji Grenady Marshall zadebiutował w 2004 roku. W 2009 roku zagrał w 2 meczach Złotego Pucharu CONCACAF: ze Stanami Zjednoczonymi (0:4) i z Haiti (0:2). W 2011 roku został powołany do kadry na Złoty Puchar CONCACAF 2011.